# Hind bint an-Nu'man
Hind bint an-Nu'man, arab. arabisch هند بنت النعمان, DMG Hind bint an-Nuʿmān, auch bekannt als al-Ḥurqa war eine Tochter von an-Nu'man III ibn al-Mundhir, dem letzten Lachmiden-König von al-Hira (reg. 582 bis ca. 602) und bekannte arabische Poetin. Als Beispiel einer Dichterprinzessin wird sie als Schlüsselfigur der vorislamischen Poesie angesehen.

## Leben
Hind war die Tochter von an-Nu'man III ibn al-Mundhir, dem letzten Lachmiden-König und einer christlichen arabischen Mutter.
Nach dem Ḥarb Banī Shaybān maʻa Kisrà Ānūshirwān (dessen historische Zuverlässigkeit fraglich ist) forderte der Sassaniden-Schah Chosrau II. - und Vasallenherr der Lachmiden - Hind zur Heirat. Als ihr Vater nicht darauf einging, floh sie zu arabischen Stämmen, während ihr Vater von Chosrau angegriffen und gefangenen genommen wurde. Nachdem es Hind nicht gelungen war, bei den Ghassaniden und anderen arabischen Stämmen Zuflucht zu finden, wurde ihr durch die Fürsprache der Prinzessin al-Hudschaidscha (al-Ḥujayjah) Zuflucht bei den Banu Schaiban gewährt. Angeblich war dies der Grund dafür, dass die Banu Schaiban um 609 in der Schlacht von Dhi Qar kämpfen mussten. Danach wurde sie geschickt, um an-Nu'man ibn ar-Rayyan zu heiraten, „ihren einzigen Cousin, der den persischen Angriff auf das Königreich al-Ḥirah überlebte“, woraufhin Chosrau ihm den Thron von al-Hira gewährte.
Eine andere zweifelhafte Quelle – die Enzyklopädie des Vergnügens aus dem 10. Jahrhundert von Ali ibn Nasr al-Katib – erzählt, dass Hind eine Frau namens Hind bint al-Chuss az-Zarqāʾ liebte. Als az-Zarqāʾ starb, „schnitt sich ihre treue Geliebte die Haare ab, trug schwarze Kleidung, lehnte weltliche Vergnügungen ab und gelobte Gott, ein asketisches Leben zu führen, bis sie starb“. Hind bint al-Nuʿmān baute sogar ein Kloster zum Gedenken an ihre Liebe zu az-Zarqāʾ. In dieser Quelle werden die beiden Figuren als die ersten Lesben in der arabischen Kultur bezeichnet.

## Werk
Hind an-Nu'man werden einige Gedichte zugeschrieben, was sie zu einem relativ seltenen Beispiel für eine vorislamische Dichterin macht, deren Werk überlebt hat.

## Figur in Tausendundeine Nacht
Hind ist die weibliche Hauptfigur in den Tausendundeine-Nacht-Erzählungen Prinzessin Hind und Adi ibn Zaid (ANE 140) und Prinzessin Hind und al-Hadschadsch (ANE 212).